# Listă de filme de animație
Listă de filme de animație se poate referi la:
- Listă de filme de animație din anii 1910 - anii 1930
- Listă de filme de animație din anii 1940
- Listă de filme de animație din anii 1950
- Listă de filme de animație din anii 1960
- Listă de filme de animație din anii 1970
- Listă de filme de animație din anii 1980
- Listă de filme de animație din anii 1990
- Listă de filme de animație din anii 2000
- Listă de filme de animație din anii 2010